# Harry Schell
Pour les articles homonymes, voir Schell.
Harry Schell, né le 29 juin 1921 à Paris et mort le 13 mai 1960 sur le circuit de Silverstone, (Angleterre), est un coureur automobile américain ayant longtemps vécu en France. Il a participé à plus de 200 épreuves sportives de Formule 1, Formule 2 ainsi que dans des catégories américaines. Il en a terminé 92 et est monté cinq fois sur le podium. Il est l'un des premiers pilotes américains à courir en Formule 1 dans les courses européennes.
En Formule 1, il a disputé cinquante-six fois et est monté sur deux podiums. Il a principalement couru pour l'écurie Maserati et plus particulièrement sur Maserati 250F.

## L'écurie Lucy O'Reilly Schell et l'écurie Bleue
Les parents de Harry Schell sont Laury et Lucy O'Reilly Schell. Lauwrence S. "Laury" Schell était un expatrié américain vivant en France. Propriétaire et directeur de l'écurie Bleue, il faisait courir des pilotes sur des Delahaye dans les années 1930, tels Gianfranco Comotti et Raph (lui-même faisant souvent équipe avec René Carrière, et remportant le Critérium Paris-Nice 1936  en ayant terminé deuxième quelques mois auparavant avec son épouse au Rallye Monte-Carlo). Sa femme, la riche héritière irlando-américaine Lucy O'Reilly Schell, née en France, elle-même pilote sur circuits (deuxième du VIIIe et dernier Grand Prix cyclecars du M.C.F. derrière G. Casse en 1928 à Montlhéry -le dernier de la saison -sur Bugatti T37A et sixième du Grand Prix de la Marne en 1935) et en rallyes (double vainqueur de la Coupe des dames du Critérium Paris-Nice en 1934 et 1935 sur Delahaye, deuxième avec son époux du rallye Monte-Carlo 1936 sur Delahaye, ainsi que troisième en 1931 sur Bugatti et 1935 sur Delahaye), possédait aussi une écurie, l’écurie Lucy O'Reilly Schell (devenue l'Écurie Bleue en 1937). Celle-ci était de même aussi principalement composée de voitures Delahaye, car le couple entretenait des relations très étroites avec ce constructeur automobile français,, allant jusqu’au financement du développement de modèles exclusifs, de course ou de rallye.
En octobre 1939, juste après le début de la Seconde Guerre mondiale, Laury Schell perd la vie dans un accident de la route et son épouse, Lucy, est gravement blessée. Au mois de décembre 1939, Harry Schell s’engage comme volontaire dans l’aviation finlandaise. En mars 1940, il rentre en France et part aux États-Unis pour faire courir René Le Bègue et René Dreyfus à Indianapolis pour l'Écurie Bleue sur des Delahaye. À la suite de l'occupation allemande Harry Schell reste aux États-Unis et s’engage dans l’armée américaine, il ne reviendra en France qu'en 1946. En 1948, l’écurie Bleue reprend du service en intégrant d’autres marques principalement des Cooper, à moteur JAP d’abord, à moteur Climax ensuite.
Les écuries Schell ont permis à Laury et à Harry Schell de courir, en Europe et aux États-Unis. D’autres pilotes, environ une quinzaine, comme René Dreyfus, Gianfranco Comotti, René Carrière  ou encore Raymond Sommer ont pu courir grâce à ces deux organisations. Les deux écuries totaliseront plus de 112 inscriptions en Grand Prix et 19 podiums.

## Formule 1

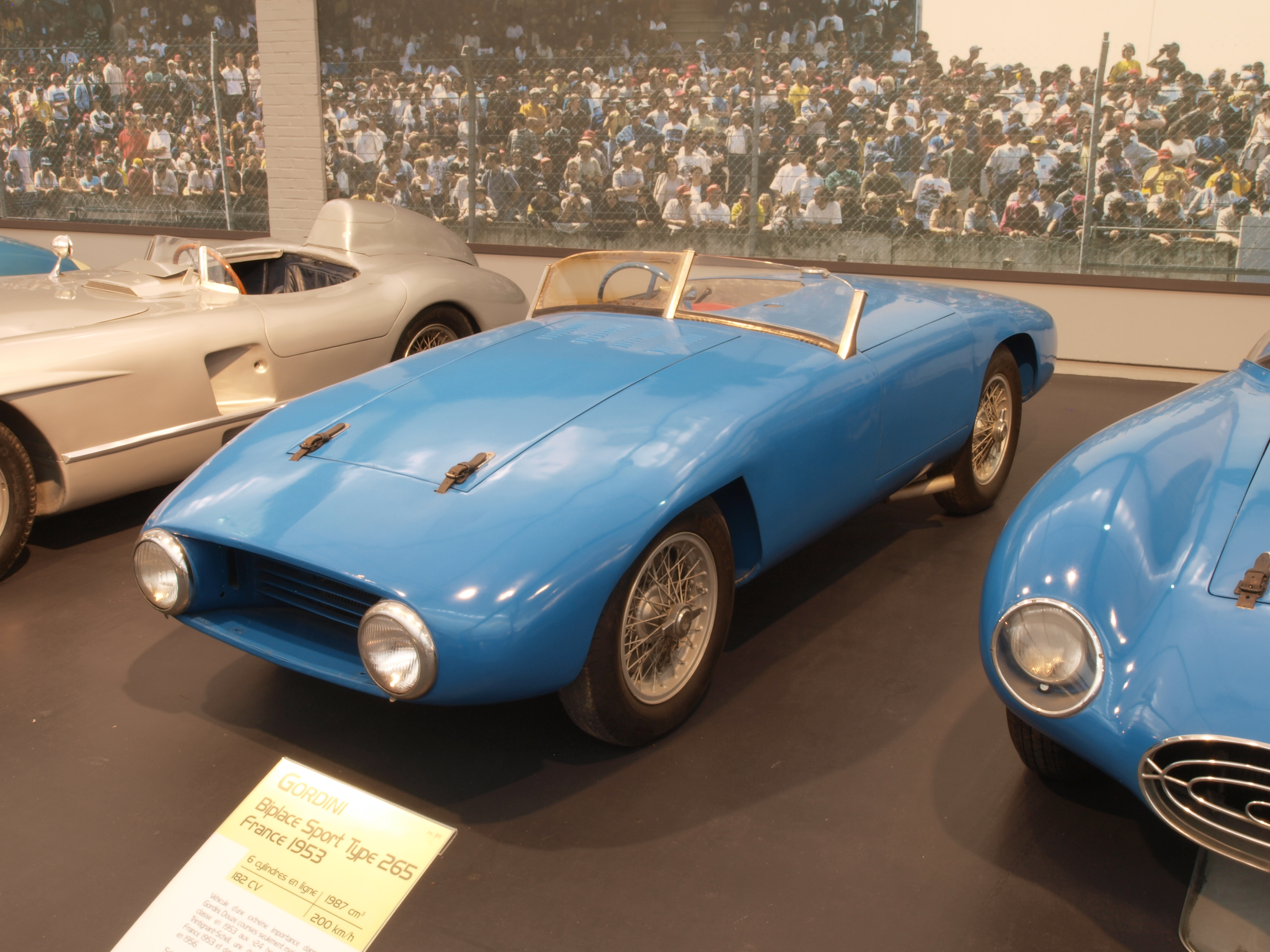
La Gordini T24S 2.5 L I6. Sixième des 24 Heures du Mans 1953 avec Schell et Maurice Trintignant.

Harry Schell commence sa carrière en F1 au Grand Prix de Monaco 1950, sur une petite Cooper T12 motorisée par une JAP V2 de 1 100 cm3, mais il sera impliqué dans un grand carambolage à la fin du premier tour avec huit autres concurrents dont « Nino » Farina, le champion du monde cette année-là, et Luigi Fagioli, son dauphin. Puis il prend le départ du Grand Prix de Suisse 1950 sur une Talbot-Lago, il finit huitième, à trois tours du vainqueur, « Nino » Farina. 
De 1951 à 1955, Harry ne marquera aucun point, ce n'est qu'en 1956 qu'il inscrit ses premiers points au volant d'une Vanwall ; au GP de Belgique, à cinq tours de la fin de l'épreuve, il profite des malheurs de Jean Behra pour prendre la quatrième place et inscrire trois points. Cette même année, il remporte le GP de Caen, un GP hors-championnat, devant André Simon et Roy Salvadori, c'est la troisième victoire de sa carrière.
Il décrochera deux podiums, au Grand Prix de Pescara 1957 et au Grand Prix des Pays-Bas 1958, qui lui offrent respectivement la septième et la cinquième place au classement général. Il inscrira également cinq points lors de la saison 1959.

## Le décès de Schell
Le 13 mai 1960 à Silverstone, Harry Schell participe à l'International Trophy au volant d'une Cooper T51. Il dispute les essais sur une piste détrempée lorsqu'il fait une sortie de piste à environ 160 km/h au virage Abbey, la voiture glisse dans la boue longeant la piste, perd une roue et fait un tonneau par l'avant, s'encastrant dans une barrière de sécurité, l'accident lui est fatal.

## Résultats en championnat du monde de Formule 1
| Saison | Écurie                                                             | Châssis                               | Moteur                                                    | Pneus                     | GP disputés | Points inscrits | Classement |
| ------ | ------------------------------------------------------------------ | ------------------------------------- | --------------------------------------------------------- | ------------------------- | ----------- | --------------- | ---------- |
| 1950   | Horschell Racing Corporation Écurie Bleue                          | Cooper T12 Talbot Lago T26C           | JAP V2 Talbot 6 en ligne                                  | Dunlop                    | 2           | 0               | n.c.       |
| 1951   | Enrico Platé                                                       | Maserati 4CLT/48                      | Maserati 4 en ligne                                       | Pirelli                   | 2           | 0               | n.c.       |
| 1952   | Enrico Platé                                                       | Maserati 4CLT/48                      | Maserati 4 en ligne                                       | Pirelli                   | 3           | 0               | n.c.       |
| 1953   | Équipe Gordini                                                     | Gordini T16                           | Gordini 6 en ligne                                        | Englebert                 | 7           | 0               | n.c.       |
| 1954   | Privé Officine Alfieri Maserati                                    | Maserati A6GCM Maserati 250F          | Maserati 6 en ligne                                       | Pirelli                   | 6           | 0               | n.c.       |
| 1955   | Officine Alfieri Maserati Scuderia Ferrari Vandervell Products Ltd | Maserati 250F Ferrari 555 Vanwall VW2 | Maserati 6 en ligne Ferrari 4 en ligne Vanwall 4 en ligne | Pirelli Englebert Pirelli | 4           | 0               | n.c.       |
| 1956   | Vandervell Products Ltd Scuderia Centro Sud                        | Vanwall VW55 Maserati 250F            | Vanwall 4 en ligne Maserati 6 en ligne                    | Pirelli                   | 6           | 3               | 17e        |
| 1957   | Officine Alfieri Maserati                                          | Maserati 250F                         | Maserati 6 en ligne                                       | Pirelli                   | 7           | 10              | 7e         |
| 1958   | J Bonnier Owen Racing Organisation                                 | Maserati 250F BRM P25                 | Maserati 6 en ligne BRM 4 en ligne                        | Pirelli Dunlop            | 10          | 14              | 6e         |
| 1959   | Owen Racing Organisation Écurie Bleue                              | BRM P25 Cooper T51                    | BRM 4 en ligne Coventry Climax 4 en ligne                 | Dunlop                    | 8           | 5               | 13e        |
| 1960   | Écurie Bleue                                                       | Cooper T51                            | Coventry Climax 4 en ligne                                | Dunlop                    | 1           | 0               | n.c.       |

## Résultats aux 24 heures du Mans
| Année | Équipe                    | Voiture        | Équipiers           | Résultat |
| ----- | ------------------------- | -------------- | ------------------- | -------- |
| 1953  | Automobiles Gordini       | Gordini T24S   | Maurice Trintignant | 6e       |
| 1955  | Scuderia Ferrari          | Ferrari 121 LM | Maurice Trintignant | Abandon  |
| 1957  | Officine Alfieri Maserati | Maserati 450S  | Stirling Moss       | Abandon  |

### Autres catégories
| Catégorie   | Date     | Épreuve                               | Écurie                         | Auto                 | Position |
| ----------- | -------- | ------------------------------------- | ------------------------------ | -------------------- | -------- |
| Formule 2   | oct.-47  | 1re Coupe de l´A.G.A.C.I.             | Écurie Lucy O´Reilly Schell    | Cisitalia D46 - Fiat | 2        |
| Formule 2   | mai-48   | 1er Stockholm´s Grand Prix            | Écurie Bleue                   | Cisitalia D46 - Fiat | 3        |
| Réglt. A-G  | sept.-49 | 6e Coupe du Salon                     | Horschell Racing Corporation   | Talbot-Lago T26C     | 2        |
| Formule 2   | juin-51  | 4e Gran Premio di Napoli              | HW Motors Ltd.                 | HWM - Alta           | 2        |
| Formule 2   | sept.-52 | 4e Grand Prix de Cadours              | Équipe Gordini                 | Simca-Gordini T16    | 2        |
| Formule 2   | avr.-53  | 14e Grand Prix Automobile de Pau      | Équipe Gordini                 | Simca-Gordini T16    | 3        |
| Formule 2   | août-53  | 5e Grand Prix de Cadours              | Équipe Gordini                 | Simca-Gordini T16    | 2        |
| Endurance   | janv.-54 | 1er Buenos Aires 1 000 km             | Privé                          | Ferrari 250MM        | 2        |
| Hors Champ. | juin-54  | 13e Gran Premio di Roma               | Privé                          | Maserati A6GCM       | 2        |
| Hors Champ. | août-54  | 23e Circuito di Pescara               | Privé                          | Maserati A6GCM       | 3        |
| Hors Champ. | oct.-54  | 1er Daily Telegraph Trophy            | Privé                          | Maserati 250F        | 3        |
| Hors Champ. | juil.-55 | 3e London Trophy                      | Vandervell Products            | Vanwall VW2          | 2        |
| Hors Champ. | août-55  | 3e Redex Trophy                       | Vandervell Products            | Vanwall VW2          | 1        |
| Hors Champ. | oct.-55  | 1er Avon Trophy                       | Vandervell Products            | Vanwall VW2          | 1        |
| Endurance   | mars-56  | 4e Sebring 12 hours                   | Scuderia Ferrari               | Ferrari 860 Monza    | 2        |
| Endurance   | mai-56   | 2e ADAC Nürburgring 1 000 km          | Officine Alfieri Maserati      | Maserati 300S        | 1        |
| Hors Champ. | août-56  | 5e Grand Prix de Caen                 | Scuderia Centro Sud            | Maserati 250F        | 1        |
| Endurance   | mars-57  | 5e Sebring 12 hours                   | Officine Alfieri Maserati      | Maserati 300S        | 2        |
| Hors Champ. | avr.-57  | 17e Grand Prix Automobile de Pau      | Officine Alfieri Maserati      | Maserati 250F        | 2        |
| Formule 2   | sept.-57 | 9e Daily Express International Trophy | Owen Racing Organisation       | BRM P25              | 2        |
| Hors Champ. | sept.-57 | 8e Gran Premio di Modena              | Officine Alfieri Maserati      | Maserati 250F        | 3        |
| Endurance   | mars-58  | 6e Sebring 12 hours                   | Porsche KG                     | Porsche 718 RSK      | 3        |
| Hors Champ. | mars-59  | 7e Glover Trophy                      | Owen Racing Organisation       | BRM P25              | 3        |
| Formule 2   | juil.-59 | 7e Grand Prix de Rouen                | Organisation Inter-Auto Course | Cooper T51 - Climax  | 2        |
| Formule 2   | oct.-59  | 13e Coupe du Salon                    | Écurie Bleue                   | Cooper T51 - Climax  | 1        |